# Kałek (województwo łódzkie)
Kałek – wieś w Polsce położona w województwie łódzkim, w powiecie piotrkowskim, w gminie Sulejów.
Wieś duchowna, własność klasztoru norbertanów w Witowie położona była w końcu XVI wieku w powiecie piotrkowskim województwa sieradzkiego.
W latach 1975–1998 miejscowość administracyjnie należała do województwa piotrkowskiego.